# Рауш фон Траубенберг, Евгений Александрович
Барон Евге́ний Алекса́ндрович Ра́уш фон Тра́убенберг (нем. Eugen Alexander Ernst Freiherr Rausch von Traubenberg; Эйген Александер Эрнст фрайхерр Рауш фон Траубенберг 11.06.1855, Старая Русса — 14.03.1923, Мюнхен) — русский военный деятель, генерал от кавалерии (1911).

## Биография
Представитель баронского рода Рауш фон Траубенберг. Родился 11 июня 1855 года в Старой Руссе Новгородской губернии. Окончил Пажеский корпус (1873). Выпущен корнетом (ст. 10.08.1873) в лейб-гвардии Конный полк. Окончил Николаевскую академию Генерального штаба (1880; по 1-му разряду). Штабс-ротмистр (ст. 29.03.1880). Переименован в капитаны Генерального штаба (ст. 14.10.1880). Занимал разные должности в штабе войск гвардии и Петербургского военного округа. С 1888 года — полковник, военный агент в Афинах (05.04.1894 — 07.04.1899). С 1894 года — командир 39-го драгунского Нарвского, а с 1899 года — Кирасирского её Величества полков.
С 1900 года — начальник штаба гвардейского корпуса, а с 1904 года — штаба Московского военного округа. С 1907 года — начальник 5-й кавалерийской дивизии. С мая 1910 года — командир 23-го армейского корпуса. С 15 августа 1913 года — помощник командующего войсками Варшавского военного округа. С началом Первой мировой войны назначен командующим новообразованного Минского военного округа.
После Февральской революции арестован солдатами, причём Временное правительство отказалось отдать приказ о его освобождении. В 1917 году состоял генералом для поручений при А. А. Брусилове, 31 марта 1917 года официально снят с должности и зачислен в резерв чинов при штабе Киевского военного округа. Уволен от службы с мундиром и пенсией 9 ноября 1917 года. Во время Гражданской войны находился в составе Вооруженных сил Юга России (ВСЮР). В 1920 году — в Русской армии в Крыму.
После поражения белых армий эмигрировал. Умер в Мюнхене. Участник Рейхенгалльского монархического съезда (1921).
Автор перевода на русский язык немецкого варианта книги Генриха Отто Рихарда Брикса «История конницы».

## Семья
Жена в 1880—1909 гг. — Нина Дмитриевна Набокова (1860—1944), дочь министра юстиции Д. Н. Набокова. Сын — Георгий (Юрий) (1897—1919) — друг детства писателя В. В. Набокова, погиб в гражданскую войну.

## Награды
- Орден Святого Станислава 3-й степени (1883);
- Орден Святой Анны 3-й степени (1886);
- Орден Святого Станислава 2-й степени (1896);
- Орден Святого Владимира 3-й степени (1901);
- Орден Святого Станислава 1-й степени (1904);
- Орден Святой Анны 1-й степени (ВП 06.12.1908);
- Орден Святого Владимира 2-й степени (1912);
- Орден Белого Орла (1915);
- Орден Святого Александра Невского (06.12.1915)[4].

Иностранные:
- Прусский Орден Красного орла 2-й степени (1890);
- Греческий Орден Спасителя 3-й степени (1892);
- Великий офицер итальянского Ордена Святых Маврикия и Лазаря (1903).